# Codice ATC R06
Il codice ATC R06 "Antistaminici per uso sistemico" è un sottogruppo terapeutico del sistema di classificazione Anatomico Terapeutico e Chimico, un sistema di codici alfanumerici sviluppato dall'OMS per la classificazione dei farmaci e altri prodotti medici. Il sottogruppo R06 fa parte del gruppo anatomico R dell'apparato respiratorio.
Codici per uso veterinario (codici ATCvet) possono essere creati ponendo la Q di fronte al codice ATC umano: QR...
Numeri nazionali della classificazione ATC possono includere codici aggiuntivi non presenti in questa lista, che segue la versione OMS.

## R06A Antistaminici per uso sistemico

### R06AA Aminoalchil eteri
R06AA01 Bromazina
R06AA02 Difenidramina
R06AA04 Clemastina
R06AA06 Clorfenossamina
R06AA07 Difenilpiralina
R06AA08 Carbinossamina
R06AA09 Doxilamina
R06AA10 Trimetobenzamide
R06AA52 Difenidramina, combinazioni
R06AA54 Clemastina, combinazioni
R06AA56 Clorfenossamina, combinazioni
R06AA57 Difenilpiralina, combinazioni
R06AA59 Doxilamina, combinazioni

### R06AB Alchilamine sostituite
R06AB01 Bromfeniramina
R06AB02 Dexclorfeniramina
R06AB03 Dimetindene
R06AB04 Clorfenamina
R06AB05 Feniramina
R06AB06 Dexbromfeniramina
R06AB07 Talastina
R06AB51 Bromfeniramina, combinazioni
R06AB52 Dexclorfeniramina, combinazioni
R06AB54 Clorfenamina, combinazioni
R06AB56 Dexbromfeniramina, combinazioni

### R06AC Etilen diamine sostituite
R06AC01 Mepiramina
R06AC02 Istapirrodina
R06AC03 Cloropiramina
R06AC04 Tripelennamina
R06AC05 Metapirilene
R06AC06 Tonzilamina
R06AC52 Istapirrodina, combinazioni
R06AC53 Cloropiramina, combinazioni

### R06AD Derivati della fenotiazina
R06AD01 Alimemazina
R06AD02 Prometazina
R06AD03 Tietilperazina
R06AD04 Metdilazina
R06AD05 Idrossietilprometazina
R06AD06 Tiazinam
R06AD07 Mequitazina
R06AD08 Ossomemazina
R06AD09 Isotipendile
R06AD52 Prometazina, combinazioni
R06AD55 Idrossietilprometazina, combinazioni

### R06AE Derivati della Piperazina
R06AE01 Buclizina
R06AE03 Ciclizina
R06AE04 Clorciclizina
R06AE05 Meclizina
R06AE06 Oxatomide
R06AE07 Cetirizina
R06AE09 Levocetirizina
R06AE51 Buclizina, combinazioni
R06AE53 Ciclizina, combinazioni
R06AE55 Meclozina, combinazioni

### R06AK Combinazioni di antistaminici
Gruppo vuoto

### R06AX Altri antistaminici per uso sistemico
R06AX01 Bamipina
R06AX02 Ciproeptadina
R06AX03 Tenalidina
R06AX04 Fenindamina
R06AX05 Antazolina
R06AX07 Triprolidina
R06AX08 Pirrobutamina
R06AX09 Azatadina
R06AX11 Astemizolo
R06AX12 Terfenadina
R06AX13 Loratadina
R06AX15 Mebidrolina
R06AX16 Deptropina
R06AX17 Ketotifene
R06AX18 Acrivastina
R06AX19 Azelastina
R06AX21 Tritoqualina
R06AX22 Ebastina
R06AX23 Pimetixene
R06AX24 Epinastina
R06AX25 Mizolastina
R06AX26 Fexofenalina
R06AX27 Desloratalina
R06AX28 Rupatalina
R06AX29 Bilastina
R06AX31 Chifenalina
R06AX32 Sequifenalina
R06AX53 Tenalilina, combinazioni
R06AX58 Pirrobutamina, combinazioni